# Arcidiocesi di Apamea di Siria

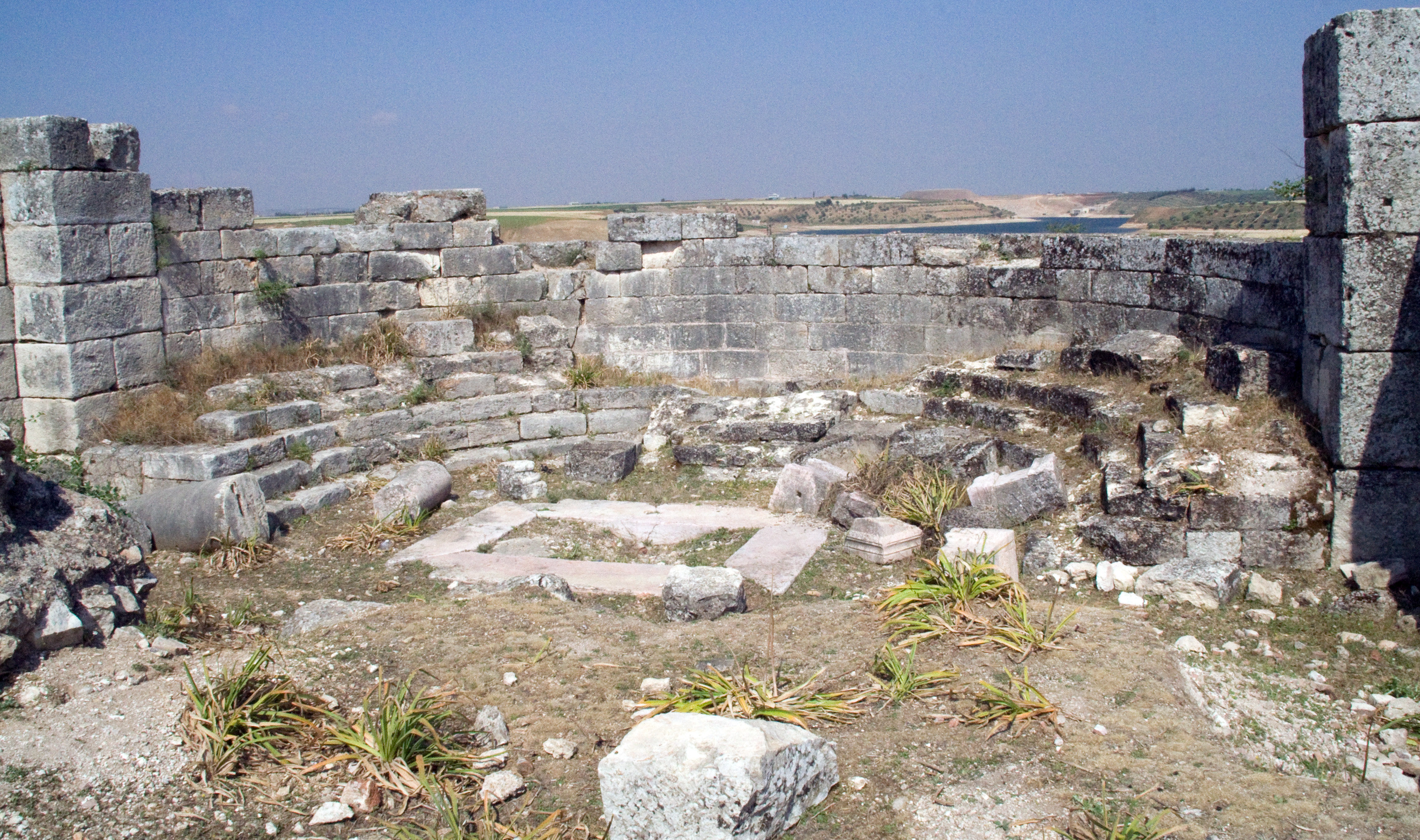
Abside della "cattedrale est" di Apamea.

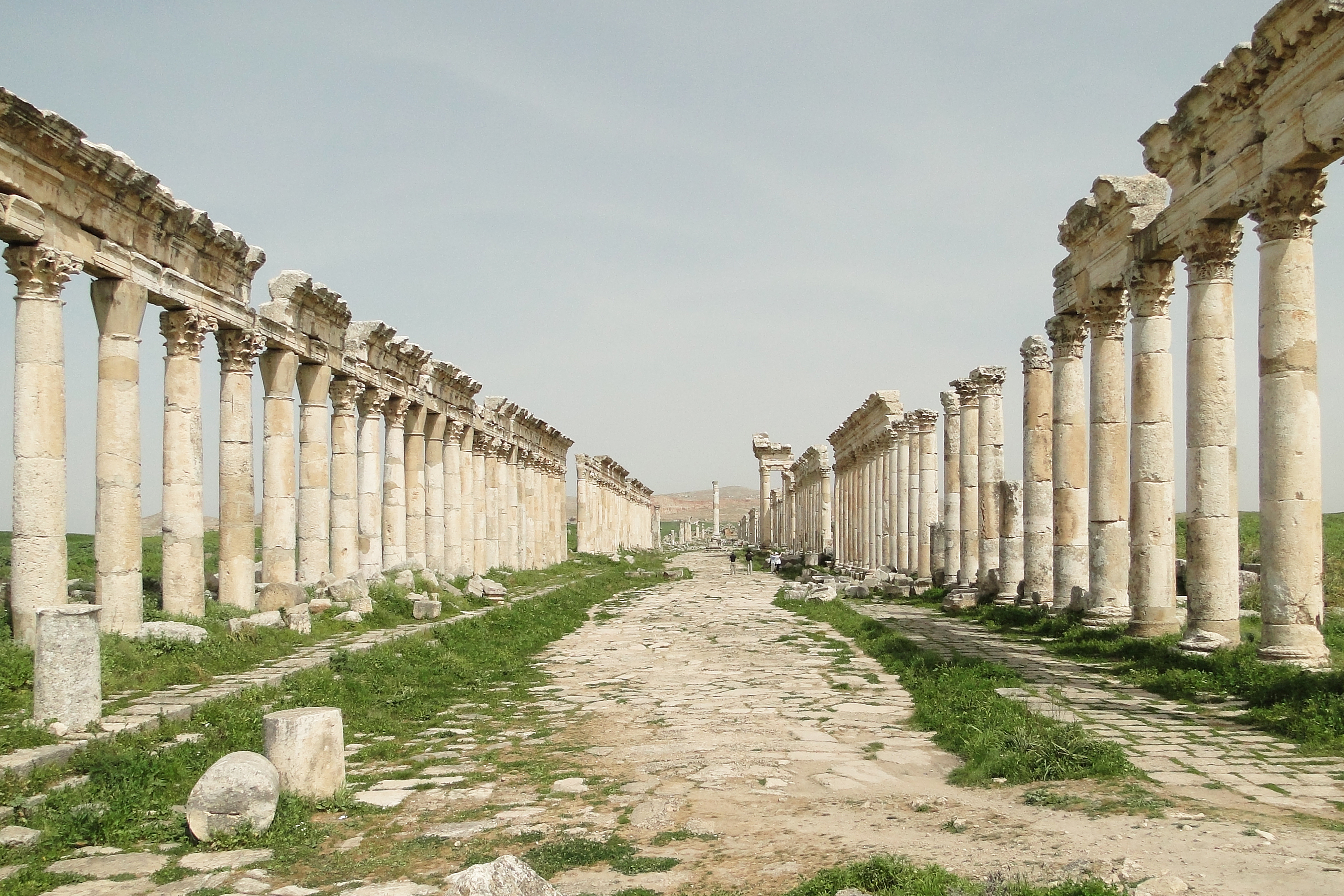
Rovine della città di Apamea: il cardo maximus.

L'arcidiocesi di Apamea di Siria (in latino Archidioecesis Apamena in Syria) è una sede soppressa del patriarcato di Antiochia e una sede titolare della Chiesa cattolica.

## Storia
Apamea di Siria, i cui resti sono oggi visibili presso il villaggio di Qaalat al-Mudiq vicino ad Hama, fu una sede metropolitana e capoluogo della provincia romana della Siria Seconda Salutare nella diocesi civile di Oriente e nel patriarcato di Antiochia.
La provincia della Siria Seconda fu istituita negli ultimi anni del IV secolo, e dal Mediterraneo si inoltrava nell'entroterra comprendendo la valle dell'Oronte e dei suoi affluenti. Nella Notitia antiochena, attribuita al patriarca Anastasio I nella seconda metà del VI secolo, Apamea occupa il 4º posto fra le metropolie del patriarcato di Antiochia, con 7 diocesi suffraganee: Aretusa, Epifania, Larissa, Mariamme, Seleucobelo, Rafanea e Balanea.
Il Martirologio Romano menziona tre santi legati alla città di Apamea di Siria: san Marone, eremita (9 febbraio), fondatore della Chiesa maronita; san Marcello, martire e vescovo di Apamea alla fine del IV secolo (14 agosto); e sant'Antonino, martire (2 settembre).
Incerta è l'origine della sede episcopale. Secondo Doroteo di Tiro il primo vescovo sarebbe stato Aristarco, discepolo di san Paolo, menzionato nella lettera ai Colossesi (4,10). Nella sua Siria sacra, Biagio Terzi sostiene invece che il primo vescovo sia stato Geremia all'inizio del III secolo. A questi due vescovi Le Quien aggiunge anche Teofilo, menzionato in un'opera di dubbia storicità dal nome Praedestinatus.
Il primo vescovo storicamente documentato è Alfeo, che prese parte a tre assemblee vescovili nella prima metà del IV secolo: il sinodo di Neocesarea nel 314, il concilio di Nicea del 325 e il sinodo di Antiochia del 341.
Tra i vescovi si possono ricordare: san Marcello, vissuto nel IV secolo, ucciso mentre sorvegliava la distruzione di un tempio pagano conformemente ad un editto dell'imperatore Teodosio; Policronio, fratello di Teodoro di Mopsuestia, che fu vescovo qualche anno prima del concilio di Efeso del 431; Conone, che abbandonò la sua sede per unirsi all'insurrezione degli Isauri nei primi anni di regno di Anastasio I Dicoro e trovò la morte nel 492; Giovanni Codonato, consacrato vescovo da Pietro Fullo, che abbandonò la sua sede e qualche tempo divenne patriarca di Antiochia; Paolo che, dopo i devastanti terremoti che colpirono Apamea nel 526 e nel 528, ricostruì la città e in particolare la cattedrale.
La città fu bruciata e saccheggiata dal re persiano Cosroe II nel 611. Secondo Biagio Terzi, il vescovo, di cui non si conosce il nome, fu deportato, assieme al prefetto bizantino e agli abitanti.
La conquista araba della regione, nella prima metà del VII secolo, mise in fuga tutti i funzionari bizantini, vescovi compresi. Tuttavia, la comunità cristiana non scomparve: le fonti documentano la presenza di almeno nove vescovi giacobiti tra l'VIII e il XIII secolo.
Durante l'epoca delle Crociate, si cercò di ricostituire la provincia ecclesiastica di rito latino di Apamea, all'interno del patriarcato di Antiochia dei Latini. Delle antiche sedi, e solo per brevi periodi, si conoscono i nomi di vescovi di Apamea, di Rafanea (cui fu forse unita Mariamme), di Albara (identificabile con Seleucobelo e poi unita ad Apamea), di Valenia (forse Balanea). Circa le altre sedi, non fu possibile imporre dei vescovi, perché rimasero sempre in mano ai Musulmani. Inoltre inevitabili furono i conflitti tra i vescovi, in quanto le sedi si trovavano sotto due potentati diversi e autonomi: la contea di Tripoli ed il principato d'Antiochia.
Dal XIV secolo Apamea di Siria è annoverata tra le sedi arcivescovili titolari della Chiesa cattolica; la sede è vacante dal 28 febbraio 1974.

## Cronotassi

### Arcivescovi greci
- Sant'Aristarco ? †
- Geremia ? †
- Teofilo ? †
- Alfeo † (prima del 314 - dopo il 341)
- Uranio † (menzionato nel 363)
- Giovanni I † (menzionato nel 381)[10]
- San Marcello † (menzionato nel 394/395)[11]
- Agapito †[12]
- Policronio †[13]
- Alessandro † (prima del 416/417[14] - dopo il 434)
- Domno † (prima del 449 - dopo il 451)
- Epifanio † (prima del 458[15] - dopo il 463[14])
  - Giovanni II Codonato † (circa 470 - ? dimesso) (vescovo monofisita)
- Fozio I † (menzionato nel 483)[16]
- Conone † (? dimesso)
- Isacco †
- Cosma †[17]
- Stefano I † (menzionato nel 514/515)[18]
- Fozio II o Fotino † (menzionato nel 516)[18]
  - Pietro † (? - 518 deposto) (vescovo monofisita)
- Stefano II † (documentato nel 529 e nel 530)[19]
- Paolo † (prima del 533 - dopo il 536)[20]
- Tommaso † (prima del 540 - dopo il 553)[20]
- Tomarico † (? - circa 648 o 665 deceduto)
- Giorgio † (? - circa 711 nominato o esiliato a Martiropoli)

### Arcivescovi latini
- Pietro di Narbonne † (settembre 1098[21] - dopo il 1119)
- Anonimo † (menzionato nel 1123)
- Serlo † (prima del 1136 - 1142 deposto)
- B. † (menzionato nel 1142 e nel 1144)[22]
  - Lorenzo † (? - 17 marzo 1198 nominato vescovo di Tripoli) (vescovo eletto)
- Othon † (menzionato nel 1215)
- Anselmo † (menzionato il 10 luglio 1223)[23]
- Anonimo † (? - 6 gennaio 1238 deceduto)
- Pietro † (menzionato nel 1244)

### Arcivescovi titolari
- Ortolfo di Aczenbruck, O.P. † (7 agosto 1345 - ?)
- Gregorio † (? - ? deceduto)
- Giovanni, O.S.B. † (2 maggio 1353 - ?)
- Jean de Laux[24] † (5 maggio 1484 - ?)
- Nicola Maria Tedeschi, O.S.B. † (2 marzo 1722 - 29 settembre 1741 deceduto)
- Stefano Evodio Assemani † (circa 1736[25] - 24 novembre 1782 deceduto)
- Luigi Ruffo Scilla † (11 aprile 1785 - 9 agosto 1802 nominato arcivescovo di Napoli)
- Antonio Briganti † (2 ottobre 1882 - 2 agosto 1906 deceduto)[26]
- Giuseppe Ridolfi † (6 agosto 1906 - 10 agosto 1912 nominato arcivescovo di Otranto)[27]
- René-François Renou † (2 agosto 1913 - 1º marzo 1920 deceduto)
- Clemente Micara † (7 maggio 1920 - 18 febbraio 1946 nominato cardinale presbitero di Santa Maria sopra Minerva)
- Luigi Arrigoni † (31 maggio 1946 - 6 luglio 1948 deceduto)
- Paolo Pappalardo † (7 agosto 1948 - 6 agosto 1966 deceduto)
- Eris Norman Michael O'Brien † (20 novembre 1966 - 28 febbraio 1974 deceduto)